# G.O.R.A.
G.O.R.A.‎ (ترکی استانبولی: G.O.R.A.‎) فیلمی در ژانر ماجراجویی، نقیضه، و علمی–تخیلی به کارگردانی عمر فاروق سوراک است که در سال ۲۰۰۴ منتشر شد. از بازیگران آن می‌توان به جم ییلماز و اوزگه اوزبرک اشاره کرد. در این فیلم جم ییلماز نقش یک فروشنده فرش را برعهده دارد که توسط فضایی‌های ربوده می‌شود. این فیلم یکی از موفق‌ترین فیلم‌های ترکیه در زمینه فروش بود.